# Éric Landry
Éric Landry (* 20. Januar 1975 in Gatineau, Québec) ist ein ehemaliger kanadisch-US-amerikanischer Eishockeyspieler und derzeitiger -trainer, der während seiner aktiven Laufbahn unter anderem für die Calgary Flames und Montréal Canadiens in der National Hockey League sowie für den Lausanne HC, EHC Basel, SC Bern und HC Ambrì-Piotta in der Schweizer Nationalliga A bzw. National League A gespielt hat.

## Karriere
Éric Landry begann seine Karriere als Eishockeyspieler bei den Saint-Hyacinthe Laser, für die er von 1993 bis 1995 in der kanadischen Top-Juniorenliga Ligue de hockey junior majeur du Québec aktiv war. Anschließend spielte er je ein Lahr lang für die Cape Breton Oilers und Hamilton Bulldogs in der American Hockey League.
Am 20. August 1997 erhielt der Angreifer als Free Agent einen Vertrag bei den Calgary Flames in der National Hockey League, für die er in der Saison 1997/98 sein Debüt in der NHL gab, wobei er in zwölf Spielen ein Tor erzielte. Den Großteil der Spielzeit verbrachte er ebenso wie im folgenden Jahr bei deren AHL-Farmteam, den Saint John Flames. Am 12. Juli 1999 wurde der Linksschütze im Tausch für Fredrik Oduya an die San Jose Sharks abgegeben, lief allerdings nur für deren AHL-Farmteam, die Kentucky Thoroughblades, auf. Nach der Saison wurde er als Free Agent von den Montréal Canadiens verpflichtet, für die er in den folgenden beiden Spielzeiten ebenso auf dem Eis stand, wie für deren Farmteam, die Québec Citadelles, aus der American Hockey League.
Nach einer Saison bei den Utah Grizzlies in der AHL ging Landry nach Europa, wo er von 2003 bis 2007 in der Schweizer Nationalliga A für den Lausanne HC, EHC Basel und SC Bern spielte, ehe er vor der Saison 2007/08 vom HK Dynamo Moskau aus der russischen Superliga verpflichtet wurde, mit dem er 2008 den Spengler Cup gewann. In der Saison 2008/09 ging er mit der Traditionsmannschaft in der neugegründeten Kontinentalen Hockey-Liga auf Torejagd. Nach einer weiteren Spielzeit in der Kontinentalen Hockey-Liga, in der Landry für Atlant Mytischtschi aktiv war, kehrte der Stürmer in die Schweiz zurück und ließ dort in den folgenden zwei Saisonen seine aktive Laufbahn beim National-League-A-Club HC Ambrì-Piotta ausklingen.
Zur Saison 2012/13 wurde Landry als Assistenztrainer der Gatineau Olympiques aus der Québec Major Junior Hockey League tätig. Diese Funktion behielt er bis Januar 2017, bevor er zum Cheftrainer befördert wurde. Dort war Landry bis zum Saisonende 2019/20 aktiv, im Anschluss wechselte er – erneut als Cheftrainer – zu den HCB Ticino Rockets in die Swiss League. Zur Saison 2023/24 kehrte er zu seinem Ex-Verein HC Ambrì-Piotta zurück, bei dem er als Assistenztrainer tätig wurde.

## Erfolge und Auszeichnungen
- 1994 LHJMQ All-Rookie Team
- 2008 Spengler-Cup-Gewinn mit dem HK Dynamo Moskau